# Bill Vukovich
Bill Vukovich (Fresno, Kalifornia, 1918. december 13. – Indianapolis Motor Speedway, Indianapolis,  1955. május 30.) amerikai autóversenyző, kétszeres indianapolisi 500-as győztes.

## Pályafutása
Az amerikai autóversenyző igen korán bizonyította tehetségét, hiszen 18 évesen élete első versenyén a második helyen ért célba. 1951 és ’55 között minden évben elindult az akkor a Formula–1-es világbajnokságba számító indianapolisi 500 mérföldes versenyen. 1953-ban a 200 körös futamon 195 körön keresztül vezette a mezőnyt, és szerezte meg a győzelmet, majd egy évvel később megismételte sikerét. Az 1955-ös futamon életét vesztette.

## Indy 500-as eredményei
| Év       | Autó     | Rajt     | Qual     | Rank     | Eredmény | Kör | Élen | Kiesés oka       |
| -------- | -------- | -------- | -------- | -------- | -------- | --- | ---- | ---------------- |
| 1951     | 81       | 20       | 133.725  | 16       | 29       | 29  | 0    | Olajtartály      |
| 1952     | 26       | 8        | 138.212  | 2        | 17       | 191 | 150  | Kormányösszekötő |
| 1953     | 14       | 1        | 138.392  | 1        | 1        | 200 | 195  |                  |
| 1954     | 14       | 19       | 138.478  | 15       | 1        | 200 | 90   |                  |
| 1955     | 4        | 5        | 141.071  | 3        | 25       | 56  | 50   | Végzetes baleset |
| Összesen | Összesen | Összesen | Összesen | Összesen | Összesen | 676 | 485  |                  |

| Rajtok   | 5 |
| Poleok   | 1 |
| Első sor | 1 |
| Győzelem | 2 |
| Top 5    | 2 |
| Top 10   | 2 |
| Kiesett  | 3 |

## Halála
Az 1955-ös indianapolisi 500-as futam 57. körében Bill autója felborult, majd lángra lobbant, életét már nem tudták megmenteni.